# Lee Phillip
Lee Phillip (en hangul, 이필립); nacido el 26 de mayo de 1981 en Washington D. C., Estados Unidos), es un actor surcoreano-estadounidense.

## Dramas
- Faith (SBS, 2012)
- The Musical (SBS, 2011)
- The Princess' Man (KBS2, 2011) cameo ep.11
- Secret Garden (SBS, 2010)
- Invincible Lee Pyung Kang (KBS2, 2009)
- A Man's Story (KBS2, 2009)
- The Legend (MBC, 2007)

## Curiosidades
- Debido a una cirugía imprevista por un problema en un ojo, no pudo seguir grabando los últimos capítulos de Faith, teniendo que eliminar su personaje (Dr. Jang) de una manera inesperada.